# 香港オープン (バドミントン)
香港オープン（Hong Kong Open、香港公開羽毛球錦標賽）は、香港バドミントン協会が主催、国際バドミントン連盟が公認して毎年開催されているバドミントンの国際大会。
1982年にスタートし、通常は11月に開催されている。会場は大会開始時はクイーンエリザベススタジアムで、2011年より香港コロシアム。大会グレードは2007年よりBWFスーパーシリーズ。大会冠スポンサーはYONEX-SUNRISE。

## 優勝選手
| 年   | 男子シングルス           | 女子シングルス   | 男子ダブルス                                                        | 女子ダブルス                                                  | 混合ダブルス                                                |
| ---- | ------------------------ | ---------------- | ------------------------------------------------------------------- | ------------------------------------------------------------- | ----------------------------------------------------------- |
| 2024 | ビクター・アクセルセン   | 韓悦             | 姜敏赫 徐承宰                                                       | タン・パーリー ティナア・ムラリタラン                         | 蒋振邦 魏雅欣                                               |
| 2023 | ジョナタン・クリスティー | 山口茜           | キム・アストルプ アンダース・スカールプ・ラスムセン                 | アプリヤニ・ラハユ シティ・ファディア・シルヴァ・ラマダンティ | 郭新娃 魏雅欣                                               |
| 2019 | 李卓耀                   | 陳雨菲           | 催率圭 徐承宰                                                       | 陳清晨 賈一凡                                                 | 渡辺勇大 東野有紗                                           |
| 2018 | 孫完虎                   | 奥原希望         | マルクス・フェルナルディ・ギデオン ケビン・サンジャヤ・スカムルジョ | 福島由紀 廣田彩花                                             | 渡辺勇大 東野有紗                                           |
| 2017 | リー・チョンウェイ       | 戴資穎           | マルクス・フェルナルディ・ギデオン ケビン・サンジャヤ・スカムルジョ | 陳清晨 賈一凡                                                 | 鄭思維 黄雅瓊                                               |
| 2016 | 伍家朗                   | 戴資穎           | 嘉村健士 園田啓悟                                                   | カミラ・リターユール クリスティナ・ペデルセン                 | タトウィ・アーマド リリアナ・ナトシール                     |
| 2015 | リー・チョンウェイ       | カロリナ・マリン | 李龍大 柳延星                                                       | 趙芸蕾 田卿                                                   | 張楠 趙芸蕾                                                 |
| 2014 | 孫完虎                   | 戴資穎           | ヘンドラ・セティアワン ムハマド・アッサン                           | 趙芸蕾 田卿                                                   | 張楠 趙芸蕾                                                 |
| 2013 | リー・チョンウェイ       | 王儀涵           | 李龍大 柳延星                                                       | 包宜鑫 湯金華                                                 | クリス・アドコック ガブリエル・ホワイト                     |
| 2012 | 諶龍                     | 李雪芮           | 傅海峰 蔡贇                                                         | 趙芸蕾 田卿                                                   | 張楠 趙芸蕾                                                 |
| 2011 | 林丹                     | 汪鑫             | 傅海峰 蔡贇                                                         | 于洋 王暁理                                                   | 張楠 趙芸蕾                                                 |
| 2010 | リー・チョンウェイ       | サイナ・ネワール | 高成炫 柳延星                                                       | 于洋 王暁理                                                   | ヨアシム・フィッシャー・ニールセン クリスティナ・ペデルセン |
| 2009 | リー・チョンウェイ       | 王儀涵           | 鄭在成 李龍大                                                       | 馬晋 王暁理                                                   | ロバート・マシュアック ナディエズダ・ジーバ                 |
| 2008 | 陳金                     | 王晨             | 鄭在成 李龍大                                                       | 張亜雯 趙婷婷                                                 | 謝中博 張亜雯                                               |
| 2007 | 林丹                     | 謝杏芳           | マルキス・キド ヘンドラ・セティアワン                               | 杜婧 于洋                                                     | ノバ・ウィディアント リリヤナ・ナトシール                   |